# Векторна графика
Векторна графика е метод за представяне на компютърни изображения, при което те се описват с помощта на математически формули, функции, вектори и други подходящи оператори. В допълнение може да бъде зададена информация за осветеност, перспектива и обхват. Счита се за противоположност на растерната графика, но това не е точно така. Векторното описание е принципно различен метод за съхранение на графична информация в компютърните системи. Предимствата му пред растерните методи са:
- малък обем на изходния файл (невинаги е задължително, може в някои случаи да се окаже в пъти по-голям като обем сравнен с обема на растерното изображение, например в случаи, в които векторите за описанието са много на брой)
- високо качество на образа при различна степен на мащабиране
- възможност за прилагане на неограничен брой деформации и трансформации – ротация, транслация, преобразуване и др.

Като основен недостатък може да се посочи невъзможността за пресъздаване на фотореалистични изображения. Затова много програми използват едновременно и двата метода, като по този начин се възползват от техните предимства и така се получават хибридни описания. Типичен пример са две от популярните програми – Corel Draw и Illustrator – И двете са насочена предимно към векторно описание, но в тях могат да бъдат внедрени растерни описания и обратното. Векторните изображения се записват в предназначените за това графични файлови формати като: PDF (за Acrobat), CDR (за Corel Draw), AI (за Illustrator), WMF (за Windows), EPS, SVG и т.н.

## Стандарти
Стандартът на W3C за векторна графика е SVG.
Това е формат с отворен код и повечето уеб браузъри днес имат поддръжка за рендериране на SVG данни.